# Xã Elk, Quận Tioga, Pennsylvania
Xã Elk (tiếng Anh: Elk Township) là một xã thuộc quận Tioga, tiểu bang Pennsylvania, Hoa Kỳ. Năm 2010, dân số của xã này là 49 người.